# Gäddgöl (Djursdala socken, Småland)
Gäddgöl är en sjö i Vimmerby kommun i Småland och ingår i Botorpsströmmens huvudavrinningsområde. Sjöns area är 0,028 kvadratkilometer och den är belägen 133 meter över havet.